# Boisset (Cantal)
Boisset é uma comuna francesa na região administrativa de Auvérnia-Ródano-Alpes, no departamento de Cantal. Estende-se por uma área de 38,41 km². Em 2010 a comuna tinha 654 habitantes (densidade: 17 hab./km²).